# Valérie Benguigui
Valérie Benguigui (París, 6 de novembre de 1965 - 2 de setembre de 2013) fou una actriu francesa de cinema, teatre i televisió.

## Biografia
Va començar a estudiar interpretació als 24 anys, desenvolupant-se al Cours Florent, així com al Teatre Nacional de Chaillot.
Va debutar al cinema en una pel·lícula de Francis Huster, On a volé Charlie Spencer ! el 1986, i a la televisió a la sèrie Palace de Jean-Michel Ribes.
Es va fer popular a França interpretant a l'advocada Nadia Botkine a la sèrie televisiva francesa Avocats et associés, durant els anys 2001 al 2005.
En teatre va destacar participant en els espectacles de Valérie Lemercier i de Charlotte de Turckheim, però, sobretot, l'any 2007 en La Mémoire de l'eau, amb Florence Pernel i Charlotte Valandrey.
L'any 2013 va obtenir el premi César a la millor actriu secundària per la seva actuació a la pel·lícula Le Prénom
Valérie Benguigui estava casada amb Eric Wapler, comediant i director d'un restaurant.

## Filmografia

### Cinema
- 1986: On a volé Charlie Spencer de Francis Huster
- 1997: Us enganyaria, jo? (La Vérité si je mens !) de Thomas Gilou
- 1997: Droit dans le mur de Pierre Richard
- 1999: Mon père, ma mère, mes frères et mes sœurs... de Charlotte de Turckheim
- 1999: Mes amis de Michel Hazanavicius
- 1999: Le Voyage à Paris de Marc-Henri Dufresne
- 2001: Reines d'un jour de Marion Vernoux
- 2001: Grégoire Moulin contre l'humanité d'Artus de Penguern
- 2001: Chaos de Coline Serreau
- 2003: Rire et Châtiment d'Isabelle Doval
- 2004: Le Grand Rôle, de Steve Suissa
- 2004: Le Rôle de sa vie, de François Favrat
- 2005: Cavalcade de Steve Suissa
- 2005: Je préfère qu'on reste amis... d'Éric Toledano i Olivier Nakache
- 2006: Comme t'y es belle ! de Lisa Azuelos
- 2006: Selon Charlie de Nicole Garcia
- 2006: Je déteste les enfants des autres d'Anne Fassio
- 2006: Pur Week-end d'Olivier Doran
- 2006: La Vie d'artiste de Marc Fitoussi
- 2006: Deux vies plus une d'Idit Cébula
- 2008: Baby Blues de Diane Bertrand
- 2009: Jusqu'à toi (Shoe at Your Foot) de Jennifer Devoldere
- 2009: Safari d'Olivier Baroux
- 2009: La Sainte Victoire de François Favrat
- 2009: La Famille Wolberg d'Axelle Ropert
- 2010: Les Invités de mon père d'Anne Le Ny
- 2010: Tête de Turc de Pascal Elbé
- 2010: L'Italien d'Olivier Baroux
- 2011: Les Tuche d'Olivier Baroux
- 2012: Le Prénom d'Alexandre de La Patellière i Matthieu Delaporte

### Televisió
- 1988: Palace: La verge/Una clienta (Cameo)
- 2001-2005: Avocats et associés: Nadia Botkine (41 episodis)
- 2006-2007: Kaamelott: Prisca, La Pythie
- 2008: Drôle de Noël (pel·lícula televisiva) de Nicolas Picard-Dreyfuss

## Teatre
- 1992: La Princesse d'Elide de Molière, dirigit per Jean-Luc Revol
- 1993: Le Plus Heureux des trois d'Eugène Labiche, dirigit per Jean-Luc Revol[3]
- 2005: Pour ceux qui restent de Pascal Elbé, dirigit per Charles Berling, Teatre de la Gaîté Montparnasse
- 2007: La Mémoire de l'eau de Shelagh Stephenson, dirigit per Bernard Murat, Teatre de París
- 2010: Le Prénom de Matthieu Delaporte i Alexandre de La Patellière, dirigit per Bernard Murat, Teatre Edouard VII
- 2012: Le Dindon de Georges Feydeau, dirigit per Bernard Murat, Teatre Édouard VII

## Premis i nominacions

### Premis
- 2013. César a la millor actriu secundària per Le Prénom

### Nominacions
- 2011. Nominació al Molière a la Millor Actriu Comediant Secundària per Le Prénom